# Copa Petrobras Argentina 2005
Il Copa Petrobras Argentina 2005 è stato un torneo di tennis facente parte della categoria ATP Challenger Series nell'ambito dell'ATP Challenger Series 2005. Il torneo si è giocato a Buenos Aires in Argentina dal 21 al 27 novembre 2005 su campi in terra rossa.

## Vincitori

### Singolare
Carlos Berlocq ha battuto in finale  Diego Hartfield con il punteggio di 7–5, 3–6, 6–4

### Doppio
Lucas Arnold Ker /  Sebastián Prieto hanno battuto in finale  Rubén Ramírez Hidalgo /  Santiago Ventura con il punteggio di 6–0, 6–4